# Ваља Сеака (Васлуј)
Ваља Сеака (рум. Valea Seacă) насеље је у Румунији у округу Васлуј у општини Татарани. Oпштина се налази на надморској висини од 212 m.

## Становништво
Према подацима из 2002. године у насељу је живело 52 становника, од којих су сви румунске националности.